# Ратко Дангубић
Ратко Дангубић (Жрвањ, Љубиње, 1946) српски је приповедач, романсијер, афористичар. Приче и афоризми Ратка Дангубића заступљени су у више антологија у земљи и иностранству.
Члан је Српског књижевног друштва.

## Објављена дела

### Књиге афоризама
- Уместо истине (1972),
- (1986),
- Речник јеретика (1991),
- Тестамент бесмртника (2007)
- Црвени тепих (2017)
- Боље прекосутра (2024)

### Књиге прича
- Руска кола (1995),
- Вечера у врту (1997),
- (2002)
- Пола иконе (2011)
- Толико тога је већ тамо (2016)
- Досије Маслачак (2020)

### Романи
- Кутија за мушке ципеле (2000),
- Немачки у сто лекција (2005),
- Бела прича (2009),
- (2012),
- Острво од пепела (2013),
- Кафе Кенгур (2018),
- Швапски нотес (2019),
- Штука у новинама (2020),
- Портрет Мао Цедунга (2021),
- Добошарски дневник (2022),
- Пепељуга умире (2023),
- Сребрни медвед (2024)

### Поезија
- Поема: Херцеговина (2019),
- Воштано платно (Књижевна општина Вршац, 2022).